# Championnat de France de basket-ball 1964-1965
Navigation
Saison précédente Saison suivante
La saison 1964-1965 du championnat de France de Basket-Ball de Première Division est la 43e édition du championnat de France de basket-ball. Le champion de France est le premier du classement à l’issue des matchs retours. Pourtant promu, Denain est sacré le 2 mai 1965.

## Description
Les promus pour cette saison sont Denain, Montferrand et Toulouse. La saison débute le 3 octobre 1964 et se termine le 2 mai 1965.
Denain remporte son 1er titre de Champion de France lors de la dernière journée.
Le Nantais Michel Le Ray est meilleur marqueur du championnat avec un total de 466 points (21,2 points de moyenne). À noter qu’Alain Gilles, suspendu pour la phase aller, marque 284 points (25,8 points de moyenne) pendant la phase retour.
Le passage pour la saison 1965-66 à 4 poules de 8 équipes fait qu'il n’y a aucune relégation cette année.

## Clubs participants
- Club Sporting Municipal d’Auboué
- Alsace de Bagnolet
- Etoile de Charleville
- Association Sportive de Denain-Voltaire
- Sporting Club Moderne du Mans
- Association Sportive Montferrandaise
- Atlantic Basket Club de Nantes
- Paris Université Club
- Groupe Sportif de la Chorale Mulsan de Roanne
- Association Sportive Stéphanoise
- Racing Club Municipal de Toulouse
- Association Sportive de Villeurbanne Eveil Lyonnais

## Classement final de la saison régulière
La victoire rapporte 3 points, le match nul 2 points, la défaite 1 point. En cas d'égalité, les clubs sont départagés au point-average particulier 